# 石森宏一
石森 宏一（いしもり こういち、1961年12月2日 - ）は、日本のレスリング選手。大阪府出身。1980年大阪体育大学浪商高等学校卒業。1984年大阪体育大学卒業後大阪府警察に所属。現在は高槻市で石工事業を営む。

## 主な競技成績
- 1981年 全日本学生レスリング選手権大会（インカレ） グレコローマンスタイル90Kg以上級 優勝（インカレ史上 関西勢では初の栄冠である）
- 1982年 インカレ グレコローマンスタイル100Kg級

フリースタイル100kg以上級 優勝
世界選手権（カナダ エドモントン）2回戦敗退
- 1983年 インカレ グレコローマンスタイル100kg以上級 フリースタイル100kg以上級 優勝

国民体育大会優勝
全日本レスリング選手権大会 フリースタイル100kg以上級 優勝
世界選手権（ソ連 キエフ）2回戦敗退
- 1984年 全日本レスリング選手権大会 フリースタイル100kg以上級 優勝[2]

ロサンゼルスオリンピック フリースタイル100kg以上級 7位入賞
関西スポーツ賞受賞